# RFA Cardigan Bay (L3009)
RFA Cardigan Bay é uma navio de desembarque de doca da Frota Real Auxiliar (RFA). Construído pela BAE Systems, o navio foi dedicado ao RFA no final de 2006.